# Naufragio del Sewol
El naufragio del MV Sewol ocurrió el 16 de abril de 2014 a unos dos kilómetros de la isla de Byungpoong (Corea del Sur). Trasladaba a 476 personas desde Incheon a la Ciudad de Jeju. El transbordador envió un mensaje de emergencia cuando estaba a unas tres horas de su destino. Del total de los pasajeros, 330 eran estudiantes de secundaria en Ansan, un suburbio de Seúl, que volvían de una excursión a un balneario acompañados de sus maestros.
Unas 280 personas permanecían desaparecidas al 17 de abril a pesar de que eran 169 barcos y 29 aviones los que estaban desplegados en la zona en busca de cuerpos hundidos. El Ejército surcoreano colaboró con 26 barcos, tres aviones y 274 efectivos de fuerzas especiales que trabajaron con los guardacostas en las tareas de rescate y recuperación.
El hundimiento del Sewol es el hundimiento de un buque más mortífero en Corea del Sur desde el 14 de diciembre de 1970, cuando el hundimiento del ferry Namyoung-Ho mató a 326 de las 338 personas a bordo. Curiosamente ambos buques se hundieron por el mismo motivo: eran buques sobrecargados en los que un deslizamiento de la carga a bordo del barco provocó su vuelco y posterior hundimiento.

## El barco
El Sewol fue construido por la compañía japonesa Hayashikane. Tenía 146 metros de eslora y 22 metros de manga; podía llevar hasta 921 pasajeros, con una capacidad máxima de 956 incluida la tripulación. Era operado por la Cheonghaejin Marine Company, de la ciudad de Incheon. Tenía espacio para 180 coches y también podía transportar contenedores de 20 pies.
El Sewol operó en Japón durante 18 años (desde 1994). Después de los controles de regulación por parte del gobierno, el barco comenzó a operar en Corea del Sur el 15 de marzo de 2013. Realizó de dos a tres viajes de ida y vuelta semanales de Incheon a Jeju. Las condiciones de seguridad estaban garantizadas por la Guardia Costera de Corea, la cual hizo la última revisión de seguridad el 19 de febrero.

## Investigación
Según un fiscal al cargo de la investigación, el tercer oficial se encontraba al mando del timón cuando el barco naufragó frente a las costas de Corea del Sur. El capitán no habría estado ni siquiera en el puente.
El 17 de abril la fiscalía de Corea del Sur emitió una orden de arresto contra el capitán, Lee Jun-seok, de 69 años, el tercer oficial y otro miembro de la tripulación por abandonar presuntamente el barco sin garantizar la puesta a salvo de los pasajeros.
La investigación, que duró cinco meses, reveló que el ferry portaba una carga de 3608 toneladas, tres veces superior al peso máximo permitido. También se descubrió que el Sewol fue sometido a una modificación ilegal para aumentar su capacidad de carga que alteró la estabilidad del ferry. Además, cuando la nave estaba navegando en un canal estrecho cerca de las islas de Jindo, realizó un brusco viraje de 15 grados, tras el que dio un bandazo y volcó.

## Recuperación y rescate

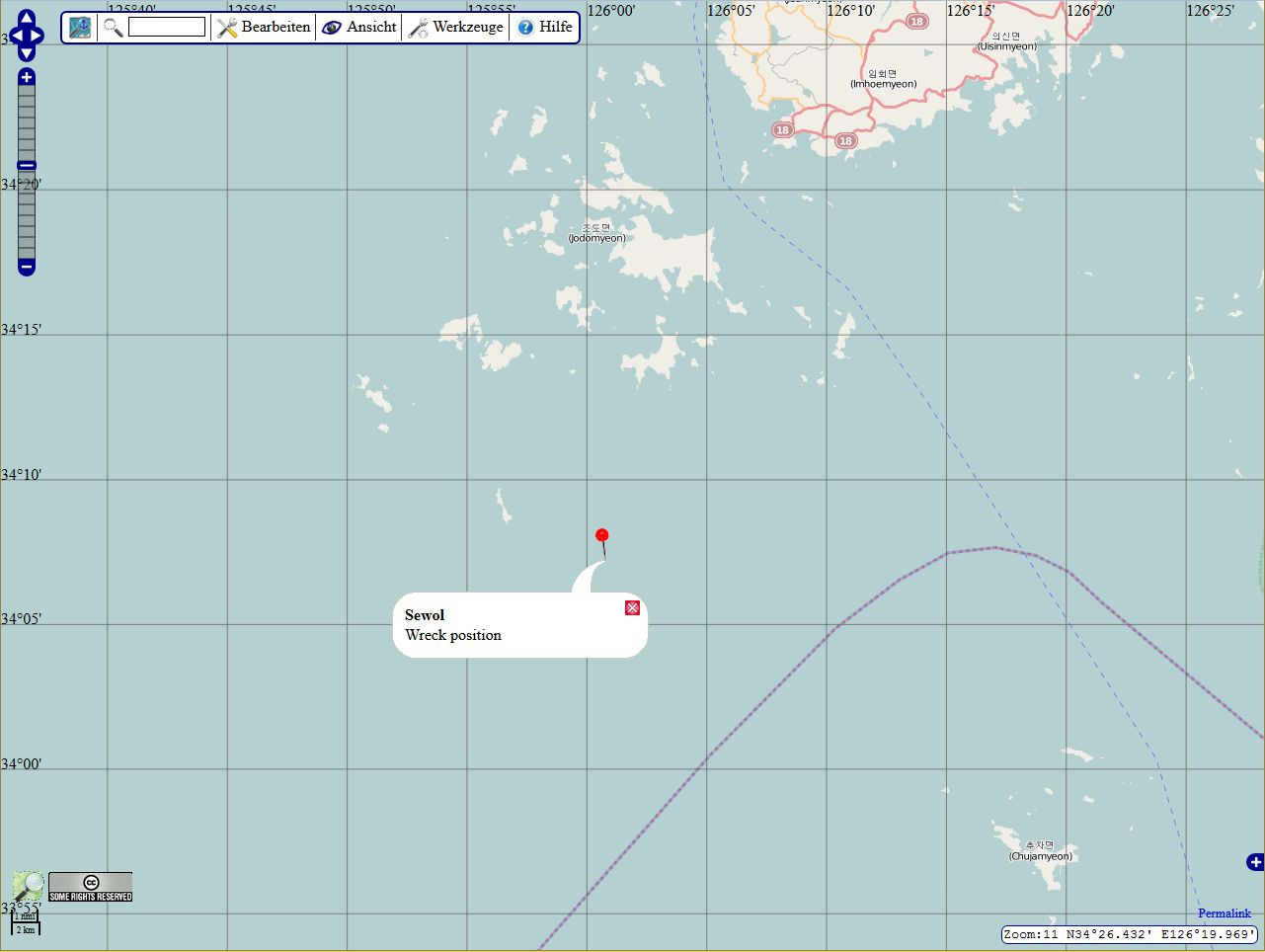
Zona del hundimiento del buque.

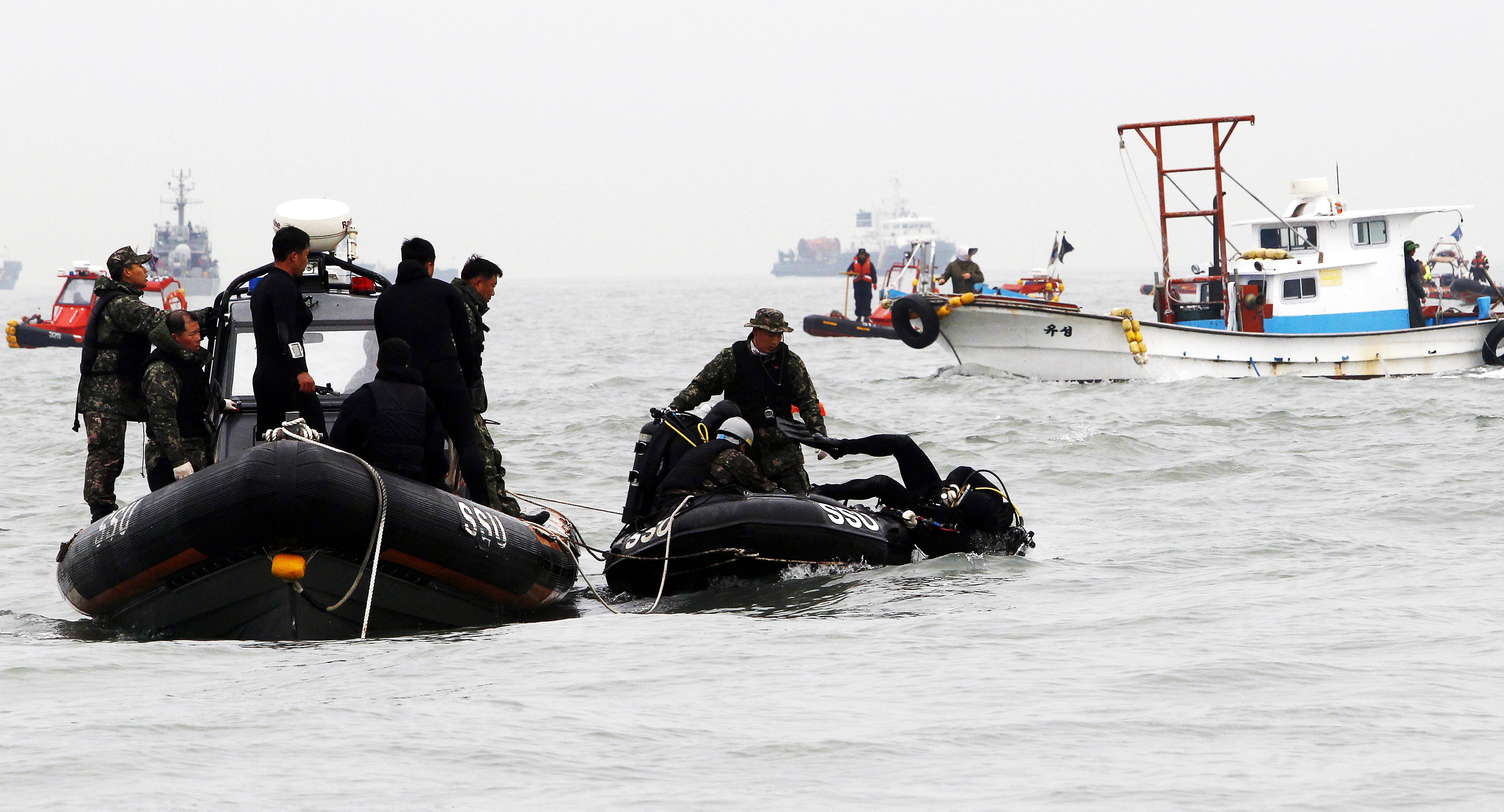
Operaciones de rescate.

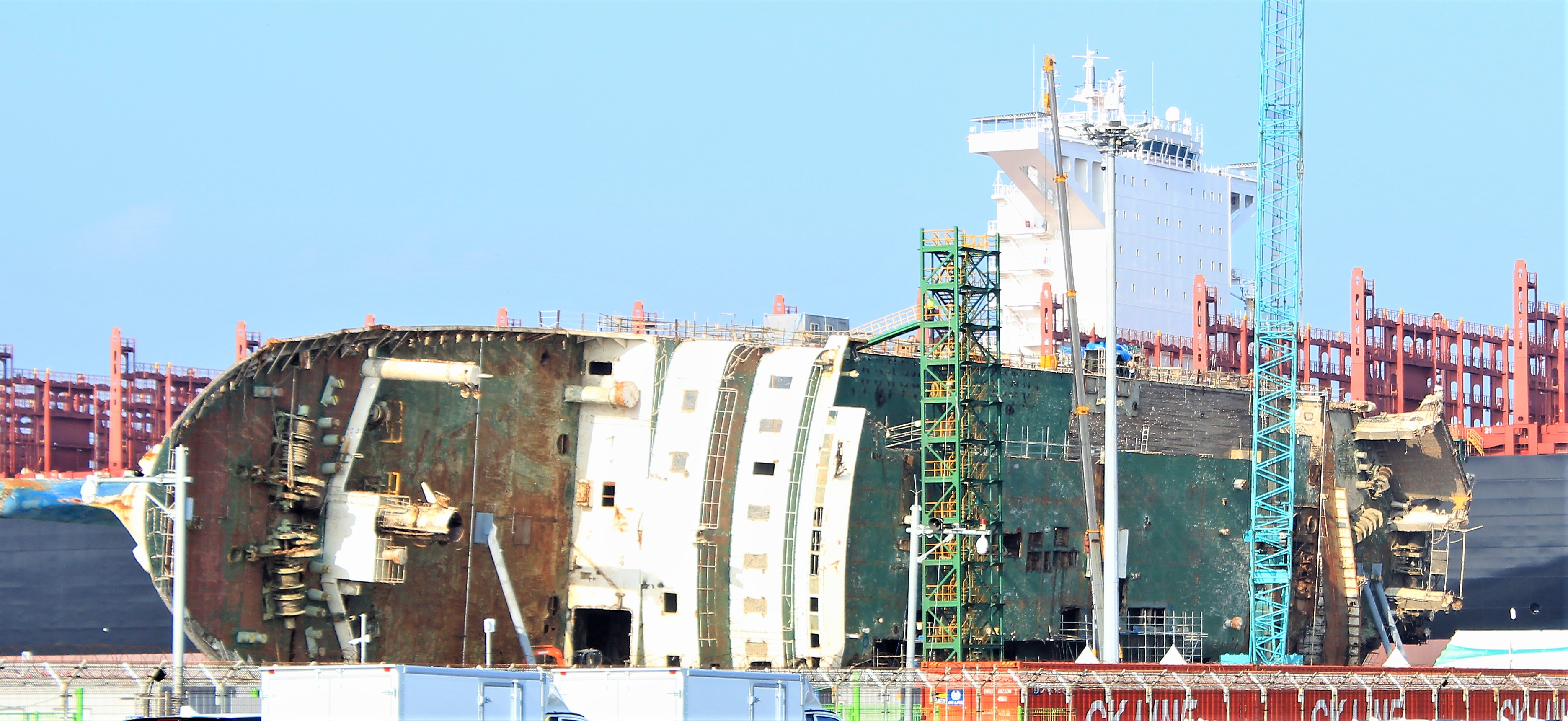
Los restos del buque tras ser reflotado en 2017.

El 20 de abril se supo que al menos diez cuerpos habían sido rescatados del interior del barco y que la cifra de fallecidos aumentaba a 46. Más tarde, al proseguir la tarea de recuperación por parte de los buzos dentro de la nave, la cantidad de muertos llegó a 58. Además se supo que falleció un operario del equipo de salvamento que recibió un golpe en la cabeza durante los trabajos de rescate.
Hacia el 22 de abril la lista de fallecidos se amplió a 121. Al mejorar el tiempo y las condiciones del mar en aguas al suroeste del país, los buzos lograron extraer del interior del barco 29 nuevos cadáveres, mientras que 181 pasajeros todavía permanecían desaparecidos, ya que sólo 174 lograron ponerse a salvo. Por otro lado, la naviera que operaba el barco había cerrado su página web y en su lugar publicó un comunicado en el que pedía perdón a víctimas y familiares: "Nos postramos ante las familias de las víctimas y pedimos perdón". El capitán y otros dos miembros de la tripulación permanecían detenidos y eran acusados de abandonar el buque sin preocuparse por la seguridad de los pasajeros, y su conducta fue calificada por parte de la presidenta surcoreana, Park Geun-hye, como "una especie de acto de asesinato que no puede ni debe ser tolerado".
El mismo día, la presidente de Corea del Sur, Park Geun-hye, cuyo Gobierno recibió fuertes críticas por su gestión del accidente, prometió hallar todas las irregularidades que rodeaban al Sewol y obligar a los responsables a asumir responsabilidades "penales y civiles", lo que puso parte de las miradas sobre la naviera. Al parecer, el Sewol, remodelado hacía dos años para aumentar su capacidad, volcó al desplazarse hacia un lado los vehículos y la carga de su interior tras un giro brusco, lo que a falta de ser investigado no descartaba que su estructura presentara algún tipo de deficiencias de seguridad. Cheonghaejin Marine también anunció durante los últimos días la suspensión de sus tres rutas marítimas, todas ellas con base en Incheon, el mismo puerto al oeste de Seúl desde el que partió el Sewol la noche del martes con destino a la isla de Jeju.
El 23 de abril el Gobierno de Corea del Norte expresó sus condolencias a las familias de los fallecidos en el accidente.
Por el 25 de abril, el número de fallecidos confirmados del naufragio se amplió a 183. Barack Obama, el presidente de los Estados Unidos, durante una visita a Corea del Sur, se solidarizó con las familias de las víctimas.
El 27 de abril, el primer ministro surcoreano, Jung Hong-won, anunció su dimisión a causa del desastre.
El capitán del ferry, Lee Joon-Seok, fue acusado de homicidio y detenido el 8 de mayo. Finalmente, el 11 de noviembre, una corte en Gwangju, en el suroeste de Corea del Sur, declaró al capitán culpable por negligencia al abandonar a los pasajeros a bordo del barco y fue sentenciado a 36 años de cárcel. El juez se abstuvo de declarar a Lee culpable de asesinato, con lo que el capitán se salvó de la pena máxima. Los fiscales habían pedido la pena de muerte en el caso de que fuera condenado por asesinato, situación que era apoyada por buena parte de los familiares de las víctimas.
El pecio del buque fue reflotado en marzo de 2017.

## Otros naufragios similares de buques surcoreanos
- Naufragio del Namyoung-Ho: 15 de diciembre de 1970, 326 muertos.
- Naufragio del MV Seohae: 10 de octubre de 1993, 292 muertos.